# Couple de femmes amoureuses
Couple de femmes amoureuses (Weibliches Liebespaar) est une peinture expressionniste d'Egon Schiele mesurant 32,5 × 49,5 cm, réalisée en 1915, et conservé au palais Albertina de Vienne.